# عین حلاقیم
عین حلاقیم (به عربی: عین حلاقیم) یک منطقهٔ مسکونی در سوریه است که در شهرستان مصیاف واقع شده‌است.

## خصوصیات
عین حلاقیم ۱٬۲۱۶ نفر جمعیت دارد.